# Aleksandr Kobisskoj
Aleksandr Siergiejewicz Kobisskoj (ros. Александр Сергеевич Кобисской, ur. 15 lipca 1920 we wsi Michajłowka obecnie w Kraju Nadmorskim, zm. 15 marca 1950) – radziecki lotnik wojskowy, kapitan, Bohater Związku Radzieckiego (1944).

## Życiorys
Urodził się w rodzinie chłopskiej. Po ukończeniu 8 klas uczył się w technikum medycznym, w 1938 został powołany do armii, w 1940 ukończył wojskową szkołę pilotów w Batajsku. Od października 1941 uczestniczył w wojnie z Niemcami, walczył w składzie 721 pułku lotnictwa myśliwskiego w składzie wojsk obrony przeciwlotniczej rejonu rybińsko-jarosławskiego obwodu moskiewskiego i w składzie 286 Dywizji Lotnictwa Myśliwskiego 16 Armii jako pilot ŁaGG-3, Ła-5 i Ła-7 i dowódca klucza na Froncie Briańskim, Centralnym, Białoruskim i 1 Białoruskim. Brał udział w bitwie pod Kurskiem, operacji czernihowsko-prypeckiej, homelsko-rzeczyckiej, kalenkowicko-mozyrskiej, rohaczowsko-żłobińskiej, białoruskiej, bobrujskiej, mińskiej, brzesko-lubelskiej, wiślańsko-odrzańskiej (w tym w wyzwalaniu Poznania), pomorskiej i berlińskiej. Wykonał 343 loty bojowe, strącając osobiście 17 samolotów (w tym 2 bombowce) i 1 aerostat wroga. Po wojnie nadal służył w lotnictwie, zginął podczas wykonywania obowiązków służbowych. Został pochowany w rodzinnej wsi, w której jego imieniem nazwano ulicę.

## Odznaczenia
- Złota Gwiazda Bohatera Związku Radzieckiego (1 lipca 1944)
- Order Lenina (1 lipca 1944)
- Order Czerwonego Sztandaru (trzykrotnie, w tym 15 września 1943)
- Order Aleksandra Newskiego (4 czerwca 1945)
- Order Wojny Ojczyźnianej I klasy (11 lipca 1943)
- Order Wojny Ojczyźnianej II klasy

I medale.